# Smoală

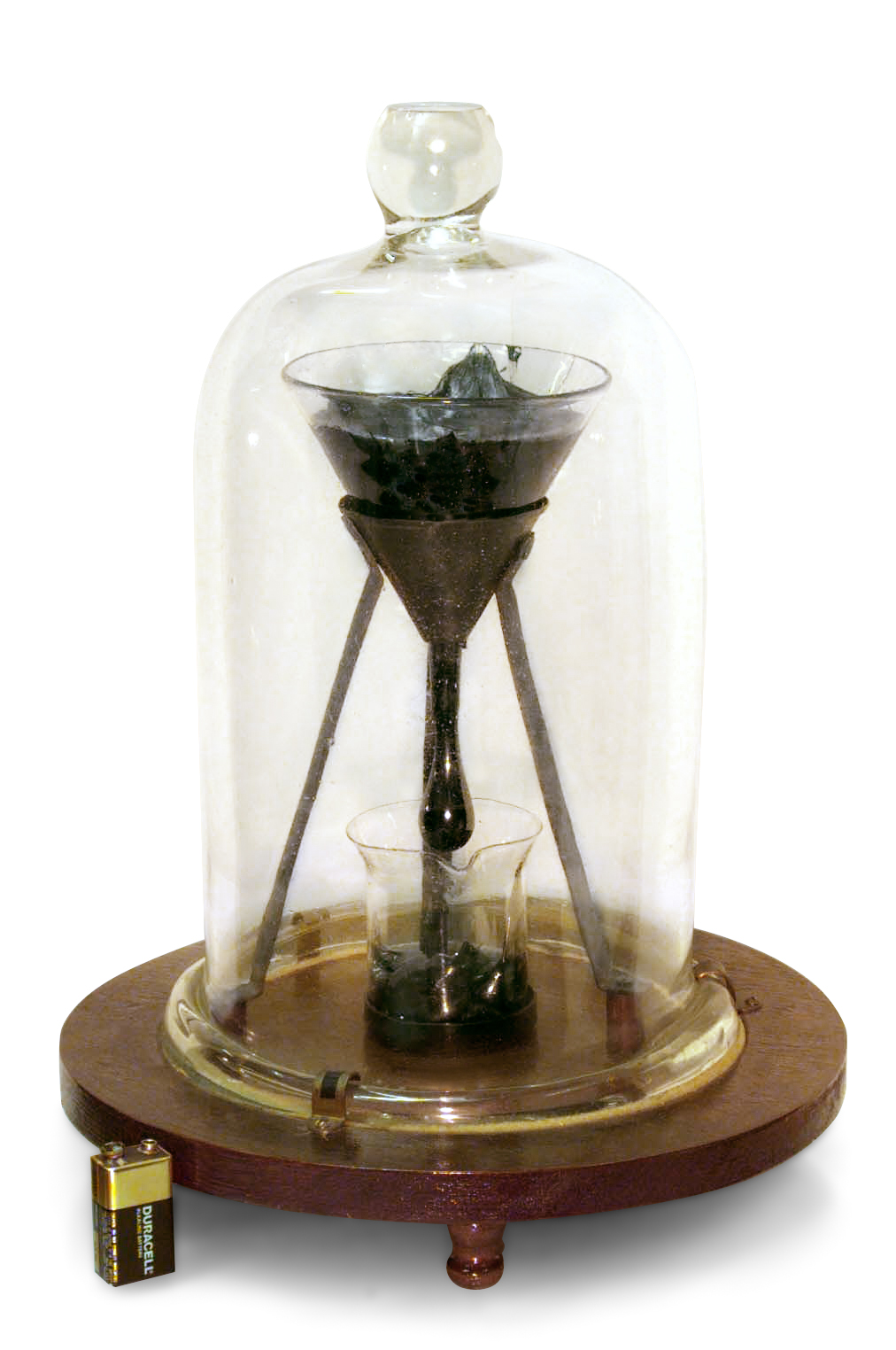
Un experiment ce reprezintă curgerea smoalei

Smoala este o substanță neagră, vâscoasă și casantă ce rămâne ca rest de la distilarea păcurii sau a gudronului de cărbuni. Smoala se utilizează la pavaje și în industria chimică. 

## Proprietăți
Încă din 1927, Thomas Parnell a încercat să demonstreze că smoala este lichidă. Acesta aproape a reușit, deoarece a putut scurge două picături de smoală până a murit în 1948 